# Aristoteles

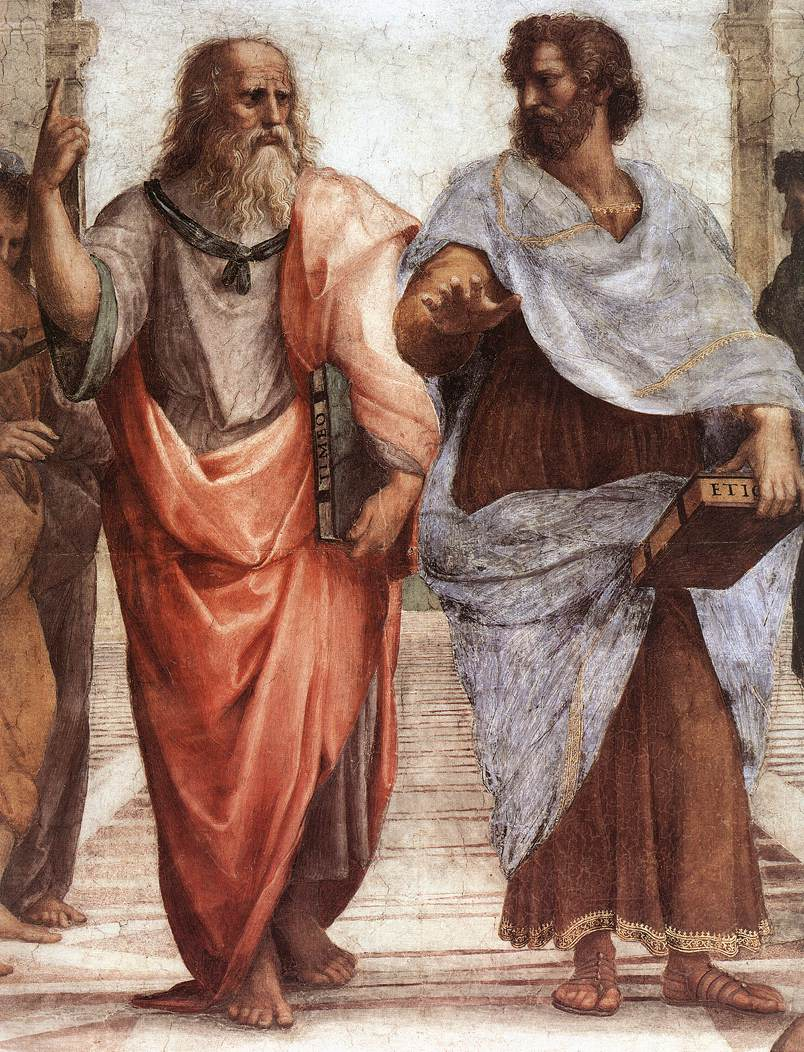
Aristoteles (rechts) met Plato (links), een detail uit de De Atheense school een fresco van Rafaël

Aristoteles (uitspraakⓘ, Oudgrieks: Ἀριστοτέλης, Aristotélēs) (Stageira, 384 v.Chr. – Chalkis, 322 v.Chr.) was een Griekse filosoof en wetenschapper die met Socrates en Plato wordt beschouwd als een van de invloedrijkste klassieke filosofen in de westerse traditie. Hij was lid van Plato's filosofische Academia, en diens invloed is dan ook aanwezig in Aristoteles' werk, maar de filosofische stroming die Aristoteles vertegenwoordigt, het aristotelisme, wijkt duidelijk af van het platonisme, de filosofische leer van Plato. Zijn leraar was Plato, maar Aristoteles heeft talloze disciplines gesticht of aanzienlijk beïnvloed, waaronder wetenschapsfilosofie, natuurfilosofie, logica, biologie, geneeskunde, natuurkunde, ethiek, politieke theorie en poëzietheorie.

## Biografie
Aristoteles was een zoon van de befaamde arts Nicomachus, lijfarts van koning Amyntas III van Macedonië, de grootvader van Alexander de Grote. Aristoteles is vroeg wees geworden. Hij werd opgevoed door zijn oom Proxenus. Op zeventienjarige leeftijd vertrok hij naar Athene en werd als leerling opgenomen in Plato's Akademeia, die hij pas twintig jaar later, na Plato's dood in 347 v.Chr., weer verliet.
Aristoteles mag gezien worden als de eerste homo universalis, omdat hij bekwaam was in de totaliteit van de toenmaals bekende wetenschappen (filosofie, psychologie, politieke en sociale wetenschappen, wiskunde en natuurwetenschappen, taal- en letterkunde, theater...), die hij systematisch en methodisch tot een in zichzelf gesloten systeem uitwerkte. Aristoteles kan zo worden beschouwd als systeemfilosoof. Hij voerde bovendien de logica en de methodologie in als manier om wetenschap en filosofie te bedrijven.
Na op enkele plaatsen als docent werkzaam geweest te zijn, werd hij ongeveer 342 v.Chr. door koning Philippus II naar Macedonië ontboden om als privéleraar de opvoeding te verzorgen van diens dertienjarige zoon Alexander, die later als Alexander de Grote bekend werd. Hij was daar tot omstreeks 340 v.Chr. mee bezig.
Hij keerde in 335 v.Chr. naar Athene terug, waar hij dertien jaar lang in de Peripatos (wandelgang) van het Lyceum (Grieks Lykeion) heeft gedoceerd. Daarom wordt hij gezien als de stichter van de Peripatetische School.
Als gevolg van een anti-Macedonische reactie na het plotse overlijden van Alexander de Grote (in 323 v.Chr.) werd hij als collaborateur beschouwd en aangeklaagd wegens goddeloosheid. Anders dan Socrates verliet hij de stad, met als motivering dat hij de Atheners een tweede vergrijp tegen de filosofie wilde besparen, verwijzend naar Socrates. Hij week uit naar Chalkis, naar het landgoed van zijn moeder. Daar stierf hij een jaar later aan de gevolgen van een maagkwaal op eenenzestigjarige leeftijd. Uit zijn testament blijkt dat Aristoteles een zorgzaam huisvader en een humaan meester voor zijn slaven was. Enkele van zijn vrienden hebben hem zijn leven lang trouw gevolgd.

## Aristoteles als wetenschapper

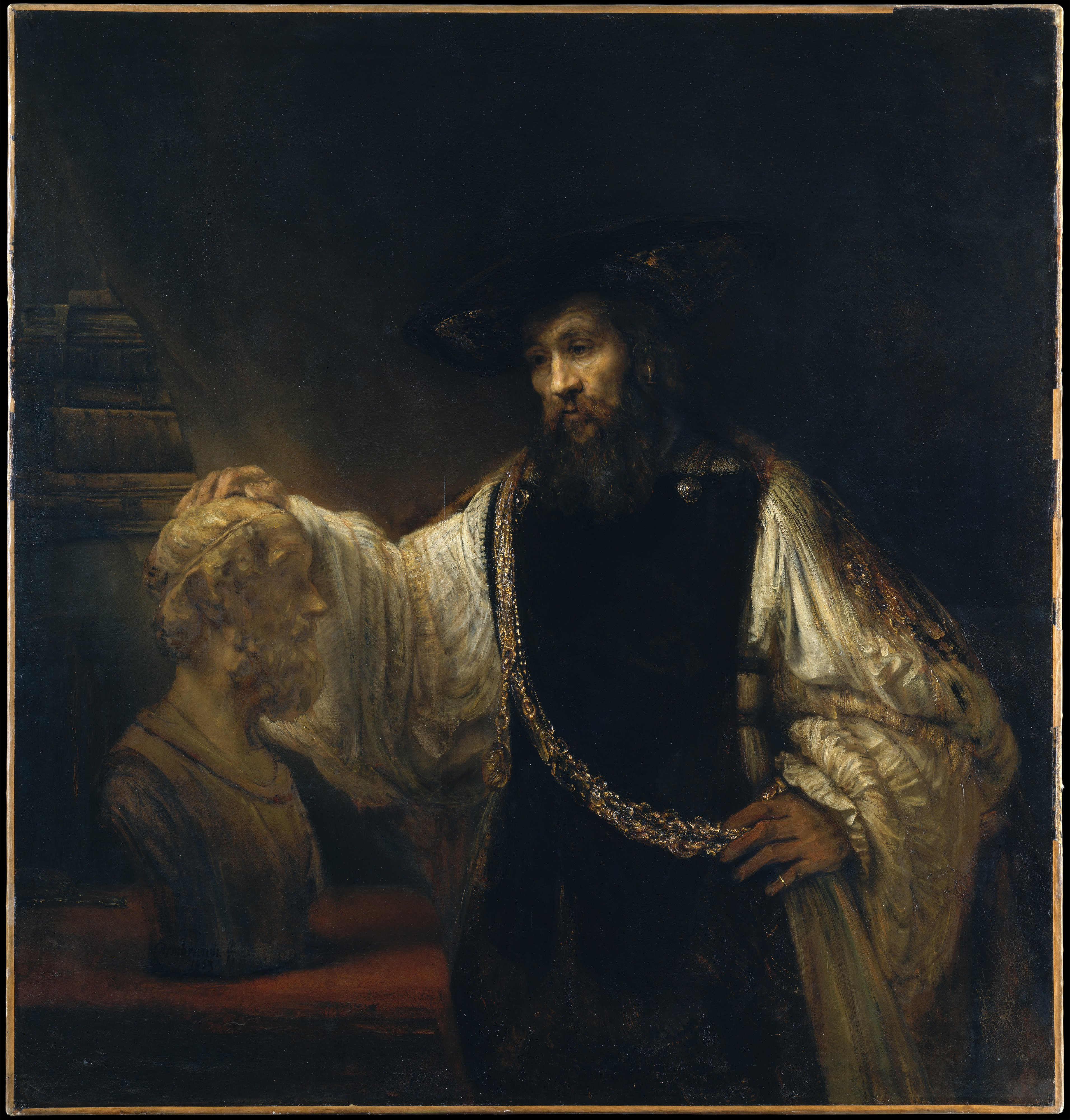
Aristoteles peinzend bij een borstbeeld van Homerus (1653) door Rembrandt van Rijn

Aristoteles hanteerde een analytische, inductieve manier van denken: het destilleren van een algemeen geldende waarheid uit het doen en laten van het individu en de waarneembare werkelijkheid. Daarvan uitgaande bestudeerde hij ook een groot aantal zaken in onder andere bewegingen (wordingen) in de natuur en de biologie en kwam onder de indruk van de ordening en doelmatigheid daarin. Dit bracht hem tot de uitspraak De natuur doet niets vergeefs. In zijn visie bestaat de wereld uit de vier elementen aarde, water, lucht en vuur, omgeven door de ether, het vijfde lichaam, en daarbuiten sfeerlagen, waarvan de buitenste die van de vaste sterren zou zijn. De uiterste sfeer is in zijn visie God, de Onbewogen Beweger. Zijn ethische opvattingen zijn uitgewerkt in de Ethica Nicomachea.
Zijn werk De Interpretatione behandelt de betekenis van taaluitingen (passen woord(en) en onderwerp van die taaluiting helemaal, gedeeltelijk of helemaal niet bij elkaar, met andere woorden: is de uiting waar, gedeeltelijk waar of niet waar) en de logica daaruit voortvloeiend (het syllogisme). Hierbij gebruikte hij zowel inductie als deductie. Zie ook Klassieke semiotiek.
Hij zocht naar algemeen geldende principes, gebaseerd op ware en waarneembare feiten of aannames, die hij vervolgens toetste aan afzonderlijke gevallen.
Veertien van zijn werken zijn gebundeld in zijn Metafysica, gericht op onderzoekingen van het zijn, ofwel de ontologie. Volgens hem bestaat de Platonische idee slechts in de afzonderlijke dingen, en niet als transcendente werkelijkheid, zoals Plato dat zag. Hij verschilde met Plato dus van mening over het bestaan van universalia waarvoor in de wereld geen particulier voorbeeld te vinden was.
In Aristoteles' visie zijn alle dingen met het verstand te begrijpen. Hiermee sluit hij aan bij Socrates' gedachte over het kennen van algemeen geldende waarheid aangaande goedheid en deugd. Met zijn studie van de erfelijkheid, waarin hij al onderscheid maakte tussen dominante en recessieve factoren, liep Aristoteles vooruit op het werk van Gregor Mendel.

## Aristoteles' invloed
Aristoteles richtte een filosofische school, de Peripatetische School, op, gebaseerd op zijn eigen methode van filosofie bedrijven, het aristotelisme. In latere generaties richtte de school zich voornamelijk op de natuurwetenschappen en werd de filosofie gelaten voor wat het was. De Griekse filosoof Alexander van Aphrodisias echter schreef rond 200 n.Chr. een belangwekkend commentaar op de Organon en Metafysica.
De laatste lichting klassieke Griekse filosofen, de neoplatonisten, kenden en bestudeerden Aristoteles' werk goed. Via hen werd zijn werk in het Syrisch en Arabisch vertaald, waardoor het de Arabische wereld beïnvloedde lang voordat het de denkers van het westen beïnvloedde – dit gebeurde pas vanaf de 12e eeuw in Andalusië dankzij de werken van Ibn Rushd of Averroës en de vertalingen door joodse intellectuelen aldaar. Met name zijn categorieënleer is van bepalend belang voor het Middeleeuwse denken. Daarvoor was enkel zijn werk Logica omstreeks 500 door de Romein Boëthius vertaald in het Latijn. Al zijn andere geschriften werden pas zo'n 800 jaar later verplichte leerstof in de westerse academische wereld en kenden vanzelfsprekend pas vanaf de uitvinding van de boekdrukkunst een grotere verspreiding. Na de Gouden Eeuw in Nederland raakte zijn gedachtegoed wat uit de gratie, maar vanaf ca. 1800 leefde Aristoteles' populariteit weer op. De Poolse filosoof Jan Łukasiewicz (1878–1956) verrichtte onderzoek naar zijn formele logica.

## Aristoteles en Fyllis (Phyllis)
Een in de middeleeuwen en in de renaissance veel voorkomende voorstelling is ontleend aan een verhaal, waarvan de herkomst niet met zekerheid is te bepalen. Men ziet Aristoteles kruipend op handen en op voeten, in zijn mond een toom, op zijn rug zit een vrouw Fyllis die hem leidt. Het motief komt veel aan kerkportalen voor en is in de prentkunst geliefd geweest. Het verhaal van Phyllis en Aristoteles is bedoeld als een waarschuwing. Het gaat over de triomf van een verleidelijke vrouw, Phyllis, over het intellect van de grootste klassieke filosoof Aristoteles. 
In het verhaal waarschuwt Aristoteles zijn leerling Alexander om Phyllis, de maîtresse van zijn vader, te vermijden. Aristoteles valt echter zelf voor haar charme. Phyllis zegt op Aristoteles' avances in te zullen gaan als zij hem kan berijden. Zij heeft hiervan echter Alexander op de hoogte gebracht, en op het moment dat Phyllis op Aristoteles rug plaatsgenomen heeft komt Alexander binnen. Hij betrapt zo zijn meester Aristoteles.
Een soortgelijk verhaal werd ook verteld over Socrates en Xantippe

## Werken

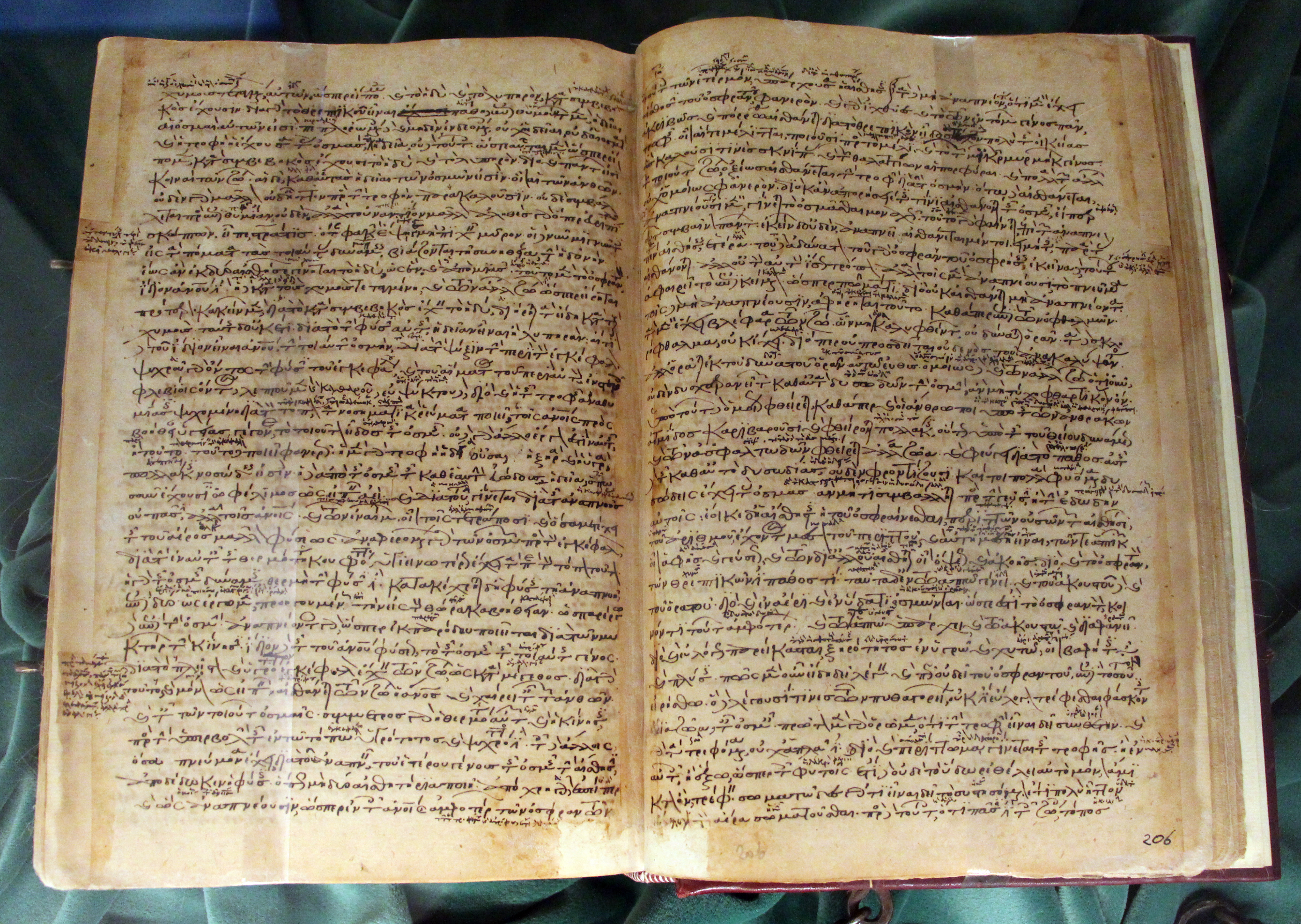
12e-eeuws exemplaar van Historia animalium
Biblioteca Medicea Laurenziana, pluteo 87.4

Veel van het oorspronkelijke werk van Aristoteles is reeds in de eerste eeuwen na zijn dood verloren gegaan. Onder de verloren werken behoren ook zijn dialogen, de enige teksten die door Aristoteles zelf uitgegeven waren. Vermoedelijk is maar ongeveer een vijfde van het totale werk bewaard gebleven en bekend. De, overigens nog steeds erg talrijke, bewaarde werken van Aristoteles zijn meestal cursusnotities en lesvoorbereidingen voor eigen gebruik, en waren oorspronkelijk niet voor publicatie bestemd. Volgens een verhaal door Strabo waren deze notities door Neleus meegenomen naar Skepsis, door diens erfgenamen opgeslagen in een kelder, daar in de eerste eeuw voor Christus ontdekt door de boekhandelaar Appelicon, door Sulla naar Rome gebracht en ten slotte door Andronicus van Rhodos uitgegeven. Dit is een verklaring voor de voor sommige lezers onsystematische of schetsmatige structuur van enkele van de ons bekende teksten, maar boeken als de Ethica en de Politica zijn voorbeelden van het tegendeel met een heldere structuur en een duidelijke logische rode draad. Het wordt wel verondersteld dat de grotere werken al in de derde eeuw voor Christus in de Bibliotheek van Alexandrië waren opgenomen.  De werken van Aristoteles worden traditiegetrouw in het Latijn gegeven: gedurende de middeleeuwen waren ze in het Westen alleen bekend in een Latijnse vertaling van een Arabische vertaling uit het Grieks. Veel van zijn werken zijn door de Arabische geleerde Averroes vertaald.

### Overige werken van Aristoteles
- Ethiek: de Ethica Nicomachea
- Logica: de Categoriae, Analytica priora, Interpretatione, Analytica posteriora, Sofistische weerleggingen en Topica
- Natuurfilosofie: de Physica, De caelo, De generatione et corruptione, Meteorologica, Historia animalium, Partibus animalium, Generatione animalium, De anima en de Parva naturalia
- Praktische filosofie: Politica, Rhetorica en Poetica

Het verzamelde werk van de bewaarde teksten van Aristoteles zijn gebundeld in het Corpus Aristotelicum. Hierbij is evenwel niet de tekst met de beschrijving van het Atheense politieke bestel opgenomen, die bekend is onder de naam Athenaion Politeia.

## Belangrijkste wijsgerige stellingen
Aristoteles' belangrijkste thesen gingen over de filosofie en over deelgebieden daarvan. Hij kwam met ideeën over de moraal, over de kosmologie en de ontologie, dus over de natuurkunde, over de psychologie en over de kennistheorie of epistemologie. Hij bracht verder nog zijn socio-politieke opvattingen naar voren.

### Moraal
Aristoteles huldigt het eudaemonisme: het leven heeft tot doel de gelukzaligheid (blijheid) (Grieks eudaimonia) te vinden door:
- de studie van de filosofie (= beschouwing van het Zijn) en de wetenschap
- de Phronèsis, volgens Aristoteles de belangrijkste deugd, dat morele verstandigheid inhoudt, die in de praktijk schuilt. De phronesis is het inzicht dat zorgt voor het kiezen van de goede handeling en het bepalen van het midden, tussen verstand en gevoel. Aristoteles is de grondlegger van de deugdethiek.
- genot (Grieks hèdonè > hedonisme)

### Kosmologie en ontologie
Het hylemorfisme:
- Elk individueel ervaarbaar ding is een combinatie van:
  - een stof, materie (hylè)
  - een vorm (morphè); deze heeft geen afzonderlijk bestaan, als buitenwereldse werkelijkheid (zoals Plato dat zag in zijn Ideeënleer), maar is enkel reëel voor zover hij gerealiseerd is in het concrete ding. In Aristoteles' visie zijn alle dingen met het verstand te begrijpen. Hiermee sluit hij aan bij Socrates' gedachte over het kennen van algemeen geldende waarheid aangaande goedheid en deugd.
- Het meest algemene kenmerk van alle dingen is het zijn, maar dat kan zeer uiteenlopende betekenissen aannemen:
  - zijn volgens een van deze tien categorieën:
    1. substantie: zoals Pieter Janssen is een mens
    2. kwantiteit: zoals P.J. heeft een massa van 76 kg
    3. kwaliteit: zoals P.J. is leraar wiskunde
    4. relatie: zoals P.J. is jonger dan zijn broer Wim
    5. plaats: zoals P.J. is in Brussel
    6. tijd: zoals P.J. leeft in de 21e eeuw (hij is levend)
    7. positie: zoals P.J. staat recht (hij is staand)
    8. conditie: zoals P.J. is ziek
    9. handeling: zoals P.J. schrijft
    10. ervaring: zoals P.J. wordt / is geïnspireerd

  - zijn als actueel of potentieel (een jongen van twaalf is actueel een scholier en potentieel een profvoetballer, of een advocaat, of een gangster; een eik is actueel een boom en potentieel een tafel of een stoel)
  - zijn als waar of onwaar (het is mooi = niet lelijk)
  - zijn als substantieel / wezenlijk (mensen zijn sterfelijk) of incidenteel (ik ben doodmoe)
- Verandering en beweging (het worden) is een overgaan van potentie (Grieks dynamis, het vermogen om te veranderen) naar act (Grieks entelecheia, een bepaalde graad van volmaaktheid), door een (inwendige of uitwendige) oorzaak
  - bij elke verandering / beweging kunnen vier vragen gesteld worden:
    1. Wat is er veranderd?
    2. Hoe is de vorm tot stand gekomen?
    3. Wie/wat heeft de verandering teweeggebracht?
    4. Met welk doel?

  - om deze vier vragen te beantwoorden gaf Aristoteles vier oorzaken:
    1. een materiële oorzaak (causa materialis)
    2. een formele oorzaak (causa formalis)
    3. een bewegende oorzaak (causa efficiens)
    4. een finale oorzaak (causa finalis)

  - aan de hand van een praktisch voorbeeld: een beeldhouwer maakt een bronzen beeld van koningin Juliana:
    1. materiële oorzaak = het brons
    2. formele oorzaak = het idee in de geest van de beeldhouwer over het afgewerkte beeld, ook in het beeld zelf teruggevonden
    3. bewegende oorzaak = de beeldhouwer
    4. finale oorzaak = het beeld, als blijvende herinnering aan de overleden vorstin

Van de vier oorzaken beschouwde Aristoteles de causa finalis of doel-oorzaak als de voornaamste oorzaak, die dan ook later in de middeleeuwen als de causa causarum of oorzaak der oorzaken werd gezien.
- God = zuivere act, zonder stof of potentie, de eerste onbewogen beweger, uiteindelijke oorzaak van alle zijn en van alle worden.
- De mens maakt deel uit van de kosmos, die steeds naar grotere volmaaktheid evolueert (op God gericht/ teleologie).

### Psychologie en kennistheorie of epistemologie
- Categorieke verwerping van Plato's dualisme: de ziel maakt onverbrekelijk deel uit van de lichamelijkheid, maar ze bezit wel een onstoffelijk kenvermogen. (Zo leven de ideeën van Aristoteles nu ook nog.)
- Het verstand vormt, door abstractie, de begrippen en categorieën, langs de zintuiglijke kennis om. Aristoteles ging ervan uit dat het oog de dingen ziet zoals zij zijn, dat het gehoor de werkelijke geluiden hoort, enz., en dat een theorie gebaseerd móét zijn op de zintuiglijk waarneembare en aantoonbare (empirische) werkelijkheid. Onze waarnemingen van het specifieke, afzonderlijke zijn op zichzelf waar, en zij geven ons een afbeelding van de werkelijkheid; fouten ontstaan enkel doordat die waarnemingen verkeerd verbonden worden.
- Er zijn drie soorten zielen:

1. vegetatieve ziel: gericht op voeding, groei en voortplanting (alle levensvormen)
2. sensitieve ziel: zintuigen, begeerten (zin hebben), beweging (dieren en mens)
3. cognitieve ziel: bezit potentieel het vermogen om het goede te kennen, maar doet actueel wat hij doet

Aristoteles kwam tot de conclusie dat de natuur van onze ziel geestelijk / spiritueel is door te filosoferen; alle materiële wezens bestaan uit materie + vorm. Bij levende wezens wordt de vorm, ziel genoemd. De ziel moet geestelijk zijn omdat wij kennis in ons opnemen als relaties tussen vormen. En we nemen geen concrete tafel in ons op, maar de essentie van het begrip tafel. Hier introduceert Aristoteles het begrip tabula rasa (effen, lege plank). In de was van de effen plank worden de vormen afgedrukt. Omdat de cognitieve ziel van de mens geestelijk is blijft de ziel voortbestaan na de dood. Dood wordt dan ook gedefinieerd als de scheiding van lichaam en ziel.
Eigenschappen van de zielen zijn;
- enkelvoudig – zonder delen,
- onstoffelijk – een levend wezen is helemaal levend, de ziel heeft geen specifieke plek in het wezen, en identificeert zich niet met de materie,
- een ziel is één en houdt ook het lichaam bijeen.

Evenals Plato heeft ook Aristoteles de sofisten bestreden, maar hij deed dat door een systematisch overzicht te geven van de oorzaken van hun valse redeneringen. Zodoende ontwierp hij de formele logica (wetmatigheid van het denkproces: syllogisme / oorzaak en gevolg).
Een voorbeeld van een syllogisme:
Major: Alle mensen zijn sterfelijk;
minor: Grieken zijn mensen;
Conclusie: Grieken zijn sterfelijk.
Het bekende 'Socrates is een mens'-syllogisme is volgens Aristoteles geen syllogisme, omdat een term volgens hem nooit betrekking kan hebben op een individu. Men kan zeggen dat alle X Y zijn, of dat sommige X Y zijn, maar het is nooit zo dat één bepaalde X gelijk is aan Y.

### Socio-politieke opvattingen
- De mens is van nature een sociaal wezen (Grieks zoön politikon), en kan alleen in een polis-gemeenschap zijn volmaaktheid vinden
- Er is géén ideale staat: de beste staatsvorm verschilt naargelang de concrete, lokale omstandigheden, als hij maar het welzijn van alle onderdanen nastreeft.
- De slimste mens is degene met de kennis van onderscheid, maar die niettemin bewust normaal doet, aangezien dat meer geaccepteerd wordt.

Aristoteles onderscheidde in Politica (350 v.Chr.) drie staatsvormen. Deze drie hadden elk een goede en een slechte vorm, die ook weer onderverdelingen kenden. In deze extreme vorm kwamen ze niet voor, het waren ideaaltypes:
| Aantal          | Algemeen belang        | Eigenbelang |
| --------------- | ---------------------- | ----------- |
| Een (monarchie) | koningschap (basileus) | tirannie    |
| Enigen          | aristocratie           | oligarchie  |
| Allen           | politeia               | democratie  |

Tirannie is bij Aristoteles dus de slechte tegenhanger van de monarchie. Daarmee is het moeilijk een duidelijke definitie van de twee te maken en is dit meer afhankelijk van de steun vanuit de bevolking. Tirannicide ziet hij vooral als een daad van hen die uit zijn op persoonlijk gewin, terwijl degenen die handelen vanuit het algemeen belang zeldzaam zijn.

## Websites
- Aristoteles Retorica. gearchiveerd
- Ley, H. de, Antieke Wijsbegeerte: van Thales tot Augustinus, ugent.be, 2005. Hoofdstuk 7: Aristoteles' natuurfilosofie
- (en)  Artikel over Aristoteles in de Stanford encyclopedia of Philosophy

- Bibsys: 90052251
- Biblioteca Nacional de Chile: 000047297
- Biblioteca Nacional de España: XX4874856
- Bibliothèque nationale de France: cb13091331s (data)
- Catàleg d'autoritats de noms i títols de Catalunya: 981058523403606706
- CiNii: DA00161622
- Gemeinsame Normdatei: 118650130
- International Standard Name Identifier: 0000 0001 2374 8095
- Library of Congress Control Number: n79004182
- Nationale Bibliotheek van Letland: 000035536
- MusicBrainz: 2f96bf3c-ca56-4c20-a374-4b846056c5e6
- National Central Library: 003961514
- Bibliotheek van het Japanse parlement: 00431694
- Nationale Bibliotheek van Tsjechië: jn19981000140
- Nationale bibliotheek van Australië: 36246937
- Nationale Bibliotheek van Israël: 987007257964005171
- Nationale Bibliotheek van Polen: a0000001009240
- Nationale en Universitaire bibliotheek Zagreb: 000100644
- Nederlandse Thesaurus van Auteursnamen: 068519435
- ORCID: 0000-0003-2052-1391
- Russische Staatsbibliotheek: 000078930
- Istituto Centrale per il Catalogo Unico: CFIV009389
- LIBRIS: 174754
- SNAC: w60k6ff5
- Système universitaire de documentation: 026690276
- TDVİA: aristo
- Trove: 1236182
- Union List of Artist Names: 500259120
- Virtual International Authority File: 7524651